# 洛默尔
洛默尔（荷蘭語：Lommel，荷蘭語發音：[ˈlɔməl]）是比利时弗拉芒大區林堡省馬塞克區的一座城市，北与荷兰接壤，西临安特衛普省，通行荷蘭語，是弗拉芒社群的一部分，面积102.37平方千米，人口34,044人（2018年1月1日）。